# Kirkland (Quebec)
Kirkland es una ciudad de la provincia de Quebec, Canadá. Es una de las ciudades que conforman la Comunidad metropolitana de Montreal y a su vez, hace parte de la aglomeración de Montreal y de la región administrativa de Montreal. Hace parte de las circunscripciones electorales de Jacques-Cartier y Nelligan a nivel provincial y de Lac-Saint-Louis a nivel federal.

## Geografía
Kirkland se encuentra ubicada en las coordenadas 45°27′00″N 73°52′00″O / 45.45000, -73.86667. Según Statistique Canada, tiene una superficie total de 9,64 km² y es una de las 1135 municipalidades en las que está dividido administrativamente el territorio de la provincia de Quebec.

## Demografía
Según el censo de Canadá de 2011, había 21 253 personas residiendo en esta ciudad con una densidad de población de 2204,4 hab./km². Los datos del censo mostraron que de las 20 491 personas censadas en 2006, en 2011 hubo un aumento poblacional de 762 habitantes (3,7%). El número total de inmuebles particulares resultó de 6921 con una densidad de 717,95 inmuebles por km². El número total de viviendas particulares que se encontraban ocupadas por residentes habituales fue de 6828.